# Ак-Оргоо
Ак-Оргоо (кирг. Ак-Оргоо) — село в Кара-Сууском районе Ошской области Кыргызстана. Входит в состав Сарайского айылного аймака.

## География
Село расположено в северо-западной части области, к северу от канала Савай, у южной окраины города Кара-Суу, административного центра района.

## История
Населённый пункт получил статус села 27 июня 2017 года.

## Население
Согласно оценочным данным Национального статистического комитета Кыргызской Республики, численность населения села на начало 2023 года составляла 2873 человека.
| год     | 2020 | 2021 | 2023 |
| ------- | ---- | ---- | ---- |
| человек | 2233 | 2804 | 2873 |